# Мальцев Володимир Анатолійович
Волод́имир Анато́лійович Ма́льцев (17 травня 1983 — 2 грудня 2017) — молодший сержант Збройних сил України, учасник російсько-української війни.

## Життєпис
Народився 1983 року в селі Лихачів (Носівський район, Чернігівська область). 2000 року закінчив лихачівську ЗОШ, потім Мринське СПТУ № 33, де здобув професію тракториста, в Ніжині — водія. В травні 2003 — листопаді 2004 року проходив строкову військову службу в лавах ЗСУ (Болград Одеської області). Протягом 2005—2007 років проходив службу в органах Міністерства надзвичайних ситуацій України — у пожежній частині Києва, по тому — на Житомирській кондитерській фабриці «Житомирські ласощі». З 2007 по 2014 рік мешкав у Житомирі; влітку 2014-го повернувся до рідного села.
Пішов до військкомату добровольцем, 7 грудня 2014 року підписав контракт на 3 роки; молодший сержант, командир бойової машини — командир відділення 3-го взводу 2-ї роти 1-го механізованого батальйону 54-ї бригади. На фронті з 11 лютого 2015-го, у боях за Дебальцеве зазнав контузії.
1 грудня 2017 року ближче до вечора зазнав важкого поранення під час мінометного обстрілу РОП біля села Троїцьке.
Помер 2 грудня вночі в лікарні міста Попасна.
5 грудня 2017 року похований у селі Лихачів.
Без Володимира лишились мама, дві сестри (одна з них є його двійнятком), дружина та двоє синів.

## Нагороди та вшанування
- указом Президента України № 42/2018 від 26 лютого 2018 року «за особисту мужність і самовіддані дії, виявлені у захисті державного суверенітету та територіальної цілісності України, зразкового виконання військового обов'язку» — нагороджений орденом «За мужність» III ступеня[1]